# Repka

Herb Rohbeck

Repka (Rebke, Repke, Riepke, Roepke, Röpcke, Röpecke, Röpke, błędnie Leliwa odmienny) − polski herb szlachecki, według Przemysława Pragerta błędnie opisywany jako odmiana herbu Leliwa.

## Opis herbu
Herb znany przynajmniej w czterech odmianach. Opisy z wykorzystaniem zasad blazonowania, zaproponowanych przez Alfreda Znamierowskiego:
Repka I (Rebke, Repke, Riepke, Roepke, Röpecke, Röpke, błędnie Leliwa odmienny): W polu srebrnym pas błękitny, na którym półksiężyc z twarzą srebrny w lewo, między dwiema gwiazdami złotymi w pas; pod nim, na pagórku zielonym, kuropatwa. Klejnot: nad hełmem bez korony trzy pióra strusie, złote między błękitnymi. Labry błękitne, podbite złotem.
Repka II (Repke, Röpcke, Röpecke, Röpeke): Półksiężyc złoty i w prawo, brak pagórka, w klejnocie kuropatwa.
Repka III (Repke, Röpcke, Röpecke, Röpeke): Półksiężyc w pozycji naturalnej (okiem w prawo), brak pagórka, hełm ukoronowany, środkowe pióro w klejnocie srebrne, labry podbite srebrem.
Repka IV (Repke, Röpcke, Röpecke, Röpeke): W polu od czoła błękitnym, od podstawy srebrnym pas srebrny, od czoła półksiężyc z twarzą złoty, nad którym trzy takież gwiazdy w pas (środkowa nieco niżej), od podstawy kuropatwa. Klejnot: nad hełmem bez korony trzy lilie srebrne na długich prętach w wachlarz.

## Najwcześniejsze wzmianki
Herb w wariancie podstawowym pojawił się na mapie Pomorza Lubinusa z 1618. Następnie przytoczył go Nowy Siebmacher (jako Repke) oraz Ostrowski (jako Repke I). Wariant II przytoczyli ci sami autorzy (Siebmacher jako Röpeke i Röpke III, Ostrowski jako Repke II). Wariant III również pochodzi od wspomnianych autorów (w Siebmacherze jako Repke Ia, Röpke I, Röpecke II, u Ostrowskiego jako Repke III). Wariant IV także wymienili Siebmacher i Ostrowski (jako odpowiednio Röpke II i Repke IV). Wariant ten wydaje się być wynikiem pomyłki (w opisie pas jest błękitny a pola srebrne), choćby dlatego, że sąsiadujące srebrne pola łamią zasadę alternacji.

## Rodzina Repków
Rodzina szlachecka z ziemi lęborskiej, której nazwisko pochodzi od słowa Rzepka. Pierwszym znanym przedstawicielem rodu był Nikolaus Röpke, właściciel Gniewina. Rodzina w XV wieku posiadała jeszcze Słajszewo, zaś w XVI wieku jeszcze Maszewko, Węgornię, Lublewo Lęborskie oraz Komazewo. W Maszewku i Słajszewie wymieniani są w 1523 (Rapkene). W latach 1579, 1608, 1618, 1621, rodzina otrzymywała potwierdzenie lenn w Maszewku i Słajszewie. Wzmianki o kolejnych członkach rodu pochodzą z lat 1575 (dwóch Ripke), 1628 (Krzysztof Repka w Maszewie), 1658 (Christian z Węgorni i Maszewka, Ernst Christian ze Słajszewa, ociemniały Matthis z Maszewka i Zdrzewna, noszący nazwisko Die Röpken), 1715 (Ernst von Röpcke w Słajszewie i Hans von Röpcke w Lublewku), 1721-26 (Karol Repka, syn Ernesta, Jan Repka, syn Ernesta). Wzmianki z lat 1721-26 zawierają wywód szlachectwa z dnia 24.12.1726 z opisem herbu Albina Stanisława dwojga imion Repki Repinskiego. Herb ten zawierać miał trzy lilie, półksiężyc, trzy gwiazdy i ptaka (łac stemma vero Domus Repiana tria Lilia, media Luna, tres Stella, sub his trabes, in cujus fine avis). Repkowie utracili Lublewo w 1742, zaś Słajszewo w 1740 i po tym fakcie nie występowali już na Kaszubach jako właściciele ziemscy; utrzymywali się ze służby wojskowej. Jakiś Repka był w 1782 porucznikiem w Pułku von Pirch, inny w 1787 majorem w Pułku von Pelkowski, zaś Leopold von Röpcke był w 1806 porucznikiem w Pułku Piechoty von Kropf, zaś w 1813 w 1. Wschodnipruskim Batalionie Grenadierów. Repkowie osiedli także w Prusach Wschodnich (Tilsewischken koło Ragnety) oraz w XIX wieku mieli dobra koło Gdańska. Z rodziny tej wywodzi się ksiądz Kazimierz Repke (1936-97), historyk, publicysta i astronom, popularyzator historii Kaszub. Odmieniony herb Repków, został przyznany 17 sierpnia 1786 Johannowi Friedrichowi Rohbeck (Rehbeck), który był wprawdzie synem mieszczanina, ale niewykluczone, że pochodził z rodu Repków (formuła dokumentu mówi o odnowieniu szlachectwa). Herb ten zawierał, w stosunku do herbu Repka I, zamiast kuropatwy kaczkę, półksiężyc był złoty, tarcza dodatkowo z bordiurą złotą, hełm w koronie, labry podbite srebrem.

## Herbowni
Repka (Raepka, Raepke, Räpka, Rapke, Räpke, Rapkene, Rebke, Repinski, Repke, Repken, Riepke, Ripke, Roepeke, Röpcke, Röpecke, Röpeke, Röpeken, Ropke, Röpke, Röpki, Rzepka).
Pierwotny herb Repków zawierał prawdopodobnie sam półksiężyc z gwiazdami, kuropatwa mogła pojawić się później, jako nawiązanie do nazwiska (niem. Rebhuhn = kuropatwa), tzw. herb mówiący.